# Брежестовский, Пётр Дмитриевич
Пётр Дмитриевич Брежестовский (род. 13 августа 1946 года, с.Дмухайловка) — нейробиолог, доктор биологических наук, научный директор Института нейронаук Казанского государственного медицинского университета, почётный профессор Казанского государственного медицинского университета, председатель международного научного совета Казанского государственного медицинского университета, Казань, Россия. Заслуженный научный директор Института Системных Нейронаук, INSERM, Марсель, Франция.

## Биография
Родился 13 августа 1946 года в с. Дмухайловка, Днепропетровской области, в семье учителей Дмитрия Никитовича Брежестовского и Марии Петровны Демченко. В 1964 году окончил школу с золотой медалью, а в 1969 году — кафедру бионики Днепропетровского государственного университета. 1969—1973 гг. — аспирантура в Институте биологической физики АН СССР. С 1974 г, после защиты кандидатской диссертации работал в Институте Элементоорганических Соединений (ИНЭОС, Москва). В 1978 году, по приглашению лауреата Нобелевской премии Бернарда Каца был командирован Академией Наук СССР на стажировку в Лондонский Университетский Колледж, департамент биофизики (рук. Б. Кац). С 1981 по 1991 г. работал в Институте экспериментальной кардиологии Всесоюзного Кардиологического Центра (Директор Чазов Е. И., Москва). В 1991 г. защитил докторскую диссертацию.

## Семья
- 1-я жена (с 1970 по 1988) — Брежестовская Ирина Тимофеевна, врач-терапевт.
- 2-я жена - Богатырь Светлана Захаровна, художник.
- Два сына от первого брака: Брежестовский Антон Петрович — лингвист, преподаватель английского, композитор и Брежестовский Максим Петрович.
- Внуки: Даниил и Кирилл.

## Научная деятельность
Пётр Дмитриевич Брежестовский — известный учёный нейрофизиолог, автор фундаментальных открытий, касающихся функции и молекулярной организации ионных каналов биологических мембран, а также функционирования синаптической передачи. Руководил научными группами и лабораториями во Всесоюзном Кардиологическом Научном Центре (Москва), Институте Пастера (Париж), Институте Нейробиологии и Институте Динамики Мозга (Марсель). Признавался самым цитируемым ученым Франции. Его научные работы стали классическими и вошли в учебники по физиологии нервной системы.

## Область научных интересов
Нейрофизиология и биофизика биофизика ионных каналов и синаптической передачи.
Электрофизиологический и оптический анализ функционирования мозга.
Молекулярные механизмы нервных патологий.
Флуоресцентный анализ ионов и белков.
Генетически кодируемые зонды.
Происхождение и эволюция жизни на Земле.

## Наиболее важные наблюдения и открытия
Предсказание, что время открытого состояния ионных каналов зависит от структуры агонистов и температуры
Физиологическое доказательство конформации рецептора ацетилхолина при активации агонистом
Доказательство кальциевой проницаемости ацетилхолин-активируемых каналов
Открытие нового типа калий-избирательных механо-чувствительных каналов
Открытие потенциал-зависимого блока магнием глутамат-активируемых NMDA каналов
Открытие кальций-зависимой модуляции калиевых каналов в лимфоцитах
Первая визуализация глициновых рецепторов в живых клетках
А также, клонирование и характеристика глициновых рецепторов из зебра рыбки Danio rerio, создание генетически кодируемых биосенсоров для мониторинга анионов и анион-избирательных каналов, создание фотоуправляемых соединений для модуляции ионных каналов,) и др.

## Преподавательская деятельность
Обширная география преподавательской деятельности Брежестовского Петра Дмитриевича берет свое начало в Московском государственном университете в 1984 году с курсом «Введение в нейробиологию». С 1997 года профессор Брежестовский начинает преподавать во Франции, курсы лекций по нейронаукам, ионным каналам синаптической передачи, регистрации Са2+ в живых клетках, молекулярной физиологии межклеточных взаимодействий. С 2014 года преподавание ведется и в Казанском государственном медицинском университете по курсу «Молекулярная физиология нервной системы в норме и патологии». За время научно-педагогической деятельности Брежестовский был руководителем и соруководителем 11 кандидатских диссертаций, руководителем более 40 дипломных работ и проектов постдокторов из России, Украины, Франции, Италии, Великобритании, Германии, Польши, Греции и Мексики.

## Труды
Автор более 130 публикаций в международных журналах".
Автор одной из самых цитируемых статьей(2001).

## Награды и звания
Стипендия Королевского Общества (Великобритания) — 1978
Стипендия Национального центра научных исследований (СNRS, Франция) — 1983
Стипендия Национальных институтов здоровья (NIH, США) — 1987
Стипендии Национального института здоровья и медицинских исследований (INSERM, Франция) — 1989-90
Медаль А. В. Палладина (Украина) — 2008
Медаль А. Д. Сперанского (Россия) — 2012
Почётный профессор Казанского государственного медицинского университета — 2016